# Вики Политова
Вики Валериева Политова – Луканова е български мениджър, съветник на Борда на директорите на Нова Броудкастинг Груп.

## Биография
Политова е родена на 8 декември 1973 г. Родителите ѝ са дипломати, така че когато тя и нейната сестра близначка Ася са в 4 клас, семейството им живее в САЩ и те учат в средно училище там. През 1995 г. завършва Американския университет в България със специалностите „Бизнес администрация“ и „Политология и международни отношения“. През 2000 г. получава магистърска степен по специалност „Бизнес администрация“ от Университета в Линкълн.
Между 1996 и 2000 г. е член на борда на директорите и изпълнителен директор на българското звено на рекламната агенция „Лео Бърнет“, след което е наследена на поста от сестра си Ася Маджарова.

## Кариера в bTV
Вики Политова е част от първия мениджърски екип, който създава bTV. През 2000 г. тя влиза в ръководството на bTV Media Group като генерален директор по продажбите, а след 2005 г. е управляващ директор на телевизията. През 2011 г. става председател на УС и генерален директор на bTV Media Group.
Като директор „Продажби“ на bTV Media Group още през 2000 г. Вики Политова въвежда нова търговска политика, базирана на продажба на рекламно време на рейтинг точка. Впоследствие тя се приема от всички телевизии и медия агенции в България и това води до съществена промяна в работата на пазара на телевизионна реклама.
През 2006 г. Вики Политова инициира стартирането на първия риалити формат, заснет в чужбина – Сървайвър. Той става най-гледаното предаване в българския ефир и се излъчва в продължение на 4 сезона. Следват редица други емблематични за българския телевизионен ефир шоу програми и риалити формати: Music Idol (от 2007 г.), Великолепната шесторка (от 2008 г.), „Форт Бояр“ (2008 г.), Ясновидци (2008 г.), Dancing stars (2008 г.), България търси талант (2010 г.), Гласът на България (2011 г.), Африка: Звездите сигурно са полудели (2013 г.) и др., които през годините са водели класациите на най-гледаните телевизионни програми.
През 2009 г. Политова инициира мултиплицирането на марката bTV в тематични канали. Първите два са bTV Comedy и bTV Cinema.
През 2010 г. стартира и първият български сериал на телевизията „Стъклен дом“, чиито пет сезона се излъчват до 2012 г. Скоро са реализирани още 6 модерни български сериала: „Столичани в повече“, „Седем часа разлика“, „Домашен арест“, „Къде е Маги“, „Революция Z“, „Фамилията“, а тенденцията за възраждане на българското телевизионно кино е определяна от медии и експерти като „триумф на българските сериали“
.
На 18 февруари 2010 г. компанията собственик на bTV – Болкан Нюз Корпорейшън – оповестява продажбата на 100% от bTV (заедно с bTV Comedy и bTV Cinema) на компанията Central European Media Enterprises, която вече притежава телевизиите PRO.BG и RING.BG в България. Сделката за близо 400 милиона долара е завършена във втората четвърт на 2010 г., като освен каналите на bTV, включва и радиостанциите в портфолиото на Радиокомпания CJ. Вики Политова е назначена за главен оперативен директор на новата компания bTV Media Group, която обединява bTV, bTV Comedy, bTV Cinema, PRO.BG и RING.BG, N-Joy, Z-Rock, Jazz FM, Classic FM и PRO.FM. Политова прави редица промени в структурата на медийната група. На 22 януари 2011 г. политематичната PRO.BG се преформатира и на нейно място стартира нишовият канал, ориентиран към динамичната аудитория – bTV Action. На 3 октомври 2011 година на честотата на радио PRO FM в София стартира bTV Radio, определяно като „хибриден радиотелевизионен проект“. То излъчва новинарски емисии и собствени предавания, а освен това транслира и актуалните предавания на bTV. През 2012 г. е факт и първият дамски канал в България bTV Lady.
От средата на 2011 г. Вики Политова заема позициите Председател на управителния съвет и Генерален и Изпълнителен директор на bTV Media Group. Нейните задължения включват успешното функциониране на всички канали на разрасналата се медийна група, а именно пет телевизионни канала (bTV, bTV Comedy, bTV Cinema, bTV Lady, bTV Action и RING.BG), шест радиоплатформи (bTV Radio, N-Joy, Z-Rock, Melody, Jazz FM и Classic FM), уеб сайтовете на групата и всички уеб проекти.
Политиката на управление на медийната група включва ангажираност с редица социални каузи и обществени проблеми. Пример за това са кампаниите „Великолепната шесторка“, „Твоята помощ“, „Надежда за децата на Хаити“ и много други. През 2011 г. под ръководството на Вики Политова bTV Media Group дава инициативата за провеждане на обществената инициатива „Да изчистим България за един ден“, част от глобалната акция за почистване – Let's Do It World.
През 2012 г. под ръководството на Вики Политова bTV излиза на първа позиция сред българските марки във всички категории от класацията Superbrands, като същата година за трети пореден път е определена като най-разпознаваем бранд в категорията „Медии“ – телевизия и радио.
През целия период на управление на Вики Политова, bTV е предпочитан източник на информация в България, а bTV Новините и публицистичните предавания на медията водят челните позиции.
До напускането на Вики Политова, bTV е лидер на телевизионния пазар в България по отношение на дела на аудиторията, според данните на официалните пийпълметрични системи от 2005 г. нататък. В рамките на този период, bTV има редовно надмощие в топ 50 най-гледаните програми за месеца, като Новините и публицистичните предавания на bTV заемат челни позиции.

## Кариера в NOVA
От февруари, 2019 г. Вики Политова е съветник на Борда на директорите на Нова Броудкастинг Груп. Преди това, от май 2014 г., заема длъжността главен оперативен директор на Нова Броудкастинг Груп. Скоро, след като Вики Политова заема тази длъжност, NOVA отбелязва значителен ръст както по отношение на зрителски дял, така и на приходи. Нова Броудкастинг Груп регистрира рекордни приходи за 2015 г. на българския медиен пазар, според финансовите отчети на шведската компания собственик Modern Times Group (ръст в приходите от над 17% средно за цялата година. През същата година, по данни от отчетите, публикувани в Търговския регистър, за първи път Нова Броудкастинг Груп излиза на челно място в България по приходи от продажби.
През 2015 г. Политова инициира разрастването на медийната група с три спортни платени канала – Диема Спорт, Диема Спорт 2 и TRACE SPORT STARS, част от спортния пакет Диема Екстра. През 2015 г. част от портфолиото става също радио NOVA NEWS.
През пролетта на 2016 г. NOVA започва излъчването на първия български сериал на медицинска тематика „Откраднат живот“. Успешната поредица реализира единадесет сезона.  Следват редица други сериали: „Ние, нашите и вашите“, „Полицаите от края на града“, „Дяволското гърло“, „Господин X и морето“.
През есента на 2016 г. Политова въвежда в NOVA иновативна за българския пазар програмна схема и нов тв сезон „2 в 1“ с концерт-спектакъл под мотото „Заедно сме номер едно“, който се провежда на открито на националния празник – 6 септември.
През октомври 2015 г. Вики Политова разширява дейността на Нова Броудкастинг Груп и тя навлиза на пазара на киноразпространение в България. Марката, под която се дистрибутират филмовите заглавия, се казва „Лента“. От есента на 2016 г. съвместно с „Лента“, Нова Броудкастинг Груп започва подкрепата на български филми – „Маймуна“, „Войвода“, „Бензин“, „Вездесъщият“, „Дъвка за балончета“, „Привличане“.
През 2016 г. Вики Политова стартира инициативата „NOVA подкрепя българските филми на всички платформи“, с която Нова Броудкастинг Груп заявява сериозните си намерения да инвестира в създаването на български филми и сериали, в налагането на български актьори, в развитието на българската кино индустрия.
През февруари 2018 стартира абонаментна стрийминг услуга PLAY DIEMA XTRA, която осигурява пълен достъп до каналите от пакета Диема Екстра – Диема Спорт и Диема Спорт 2, на живо и в HD качество. За създаването на платформата е използвана технологията Adaptive Streaming, което я прави достъпна на всички популярни устройства, ползващи Интернет и може да се ползва както през WiFi, така и през мобилна 3G или 4G мрежа с адаптивно качество.

## Полемики
Името на Политова е обсъждано във връзка с противоречивото (тенденциозно според СЕМ) отразяване от страна на bTV на протестите, свързани с промените в Закона за горите. Политова е собственик на 192 342 акции от Първа инвестиционна банка, които са на стойност от около 280 000 лв. към края на юни 2012 г. От своя страна Цеко Минев, един от основните собственици на банката, стои зад повечето големи проекти, свързани със ски индустрията в България. Съпругът на Политова, Евгени Луканов, е член на надзорния съвет на същата банка и също притежава значително количество акции в нея. Сайтът Биволъ отбелязва, че стойността на акциите на Политова е спаднала значително след покупката им, посочвайки възможен конфликт на интереси, свързан с допълнителни загуби за Политова при отразяване на протестите и представяне на банката в негативна светлина.
В своя защита bTV излизат със становище, в което се казва: „Допуснахме грешки в отразяването на протестите… Категорично възразяваме на спекулациите за преднамерена и умишлена тенденциозност от страна на bTV““ и още „Освен част от международна група, bTV е част от публична компания, чийто акции се търгуват на Нюйоркската фондова борса, в тази връзка целият ръководен екип е обект на периодични тримесечни одити. Един от аспектите на тези проверки е потенциално отклонsване от правилата и/или потенциален конфликт на интереси. Нито веднъж в 12-годишната история на bTV не е установено нарушение на гореспоменатите правила, което е ясно доказателство за несъстоятелността на твърденията за конфликт на интереси.

## Личен живот
Със съпруга си Евгени Луканов имат две деца – Мартин и Натали.